# Янцинь
Янци́нь (кит. 扬琴, пиньинь yángqín, палл. янцинь) — китайский струнный музыкальный инструмент наподобие цимбал. Используется для аккомпанемента в представлениях китайской оперы, театральных постановках, а также в качестве ансамблевого и сольного инструмента.
Инструмент происходит от персидского молоточкового дульцимера — сантура.
Корпус янциня трапециевиден по форме и изготавливается из твердых пород дерева. На инструмент натянуто несколько металлических струн (преимущественно из бронзы). Янцинь устанавливается на специальную подставку.
Звук извлекается ударами бамбуковых колотушек. На янцине можно исполнять аккорды из двух и более звуков.
Популяризатором инструмента на Западе стала участница группы Dead Can Dance Лиза Джеррард, использующая янцинь во многих своих произведениях.

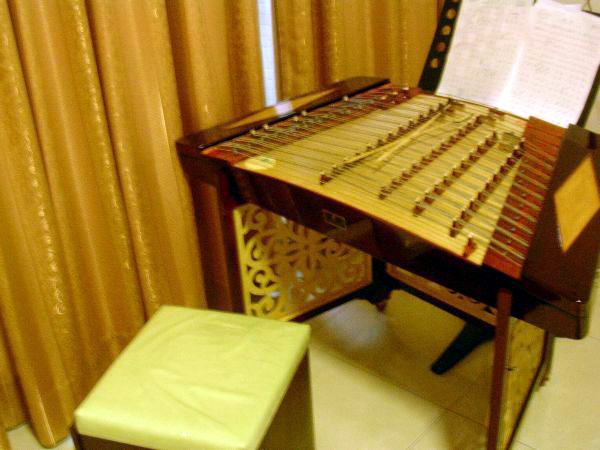
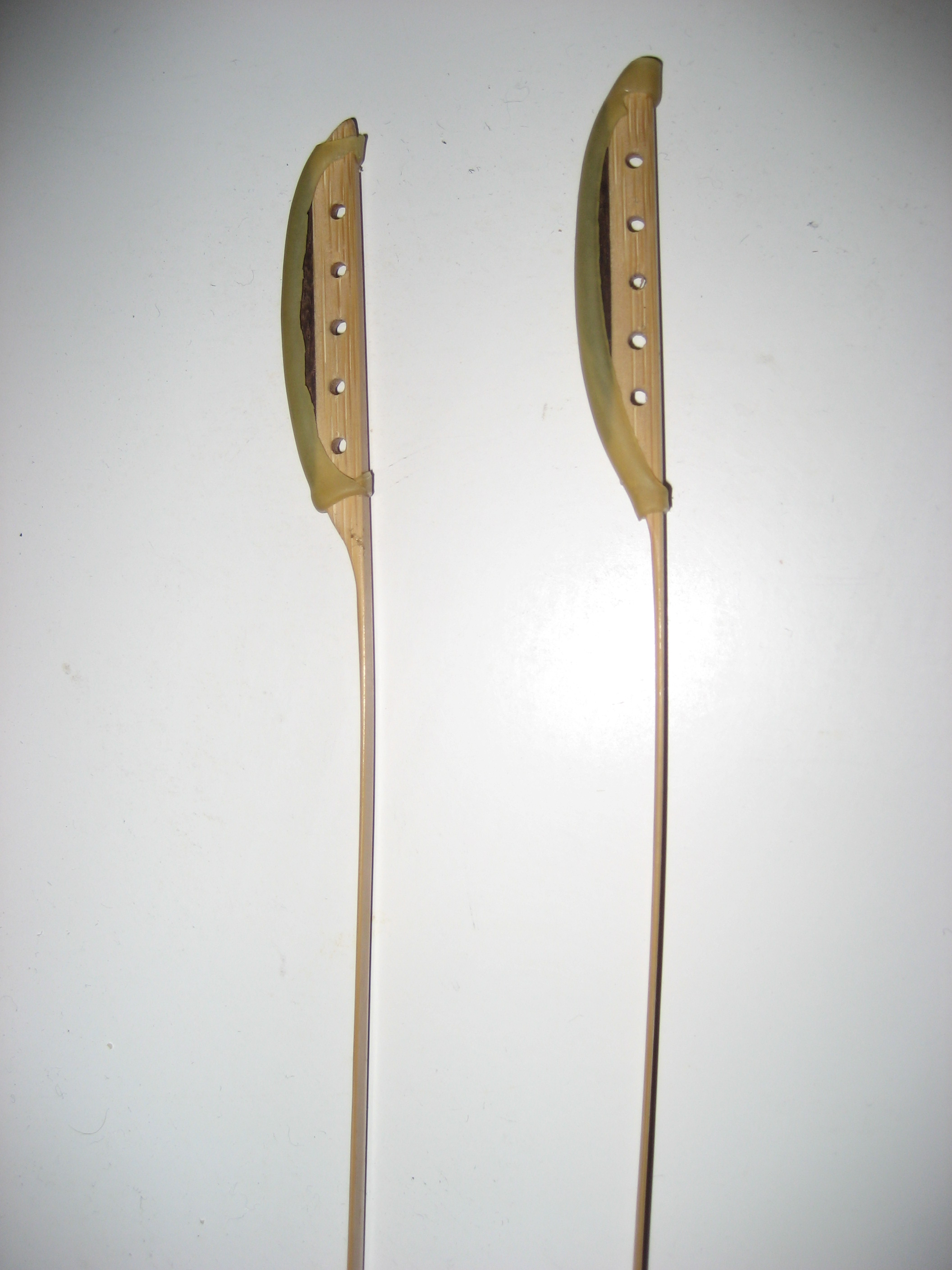
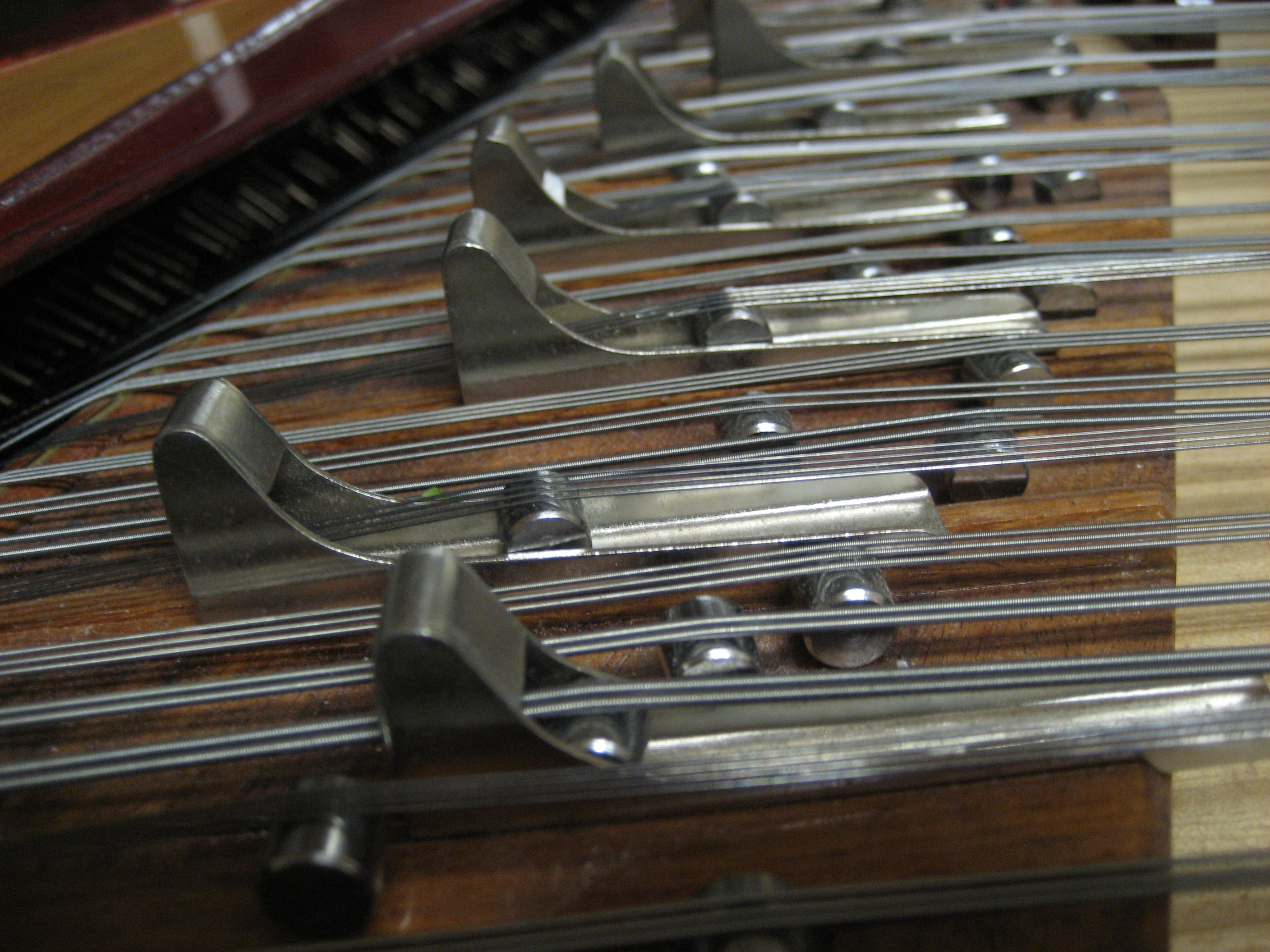
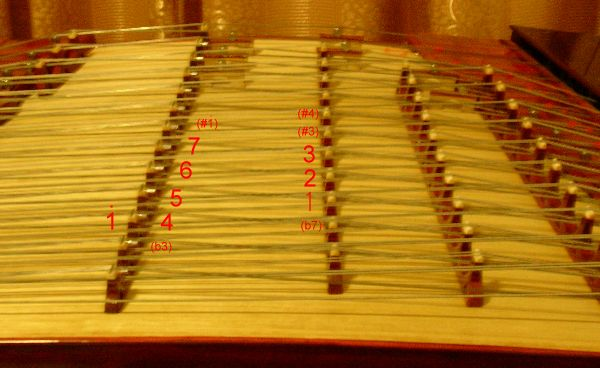